# Partit per la Democràcia Integral
Partit per la Democràcia Integral (en luxemburguès: Partei fir Integral Demokratie; en alemany: Partei für Integrale Demokratie; en francès: Parti pour la democratie integrale) abreujat PID, és un partit polític luxemburguès. Va ser fundat el 2013 per Jean Colombera, membre de la Cambra de Diputats de Luxemburg representant al Partit Reformista d'Alternativa Democràtica en les eleccions legislatives de 2009.
El partit es va presentar a les eleccions legislatives luxemburgueses de 2013, amb Colombera al front de la llista del Nord, sense guanyar cap escó.